# Estación Gobernador Andonaegui

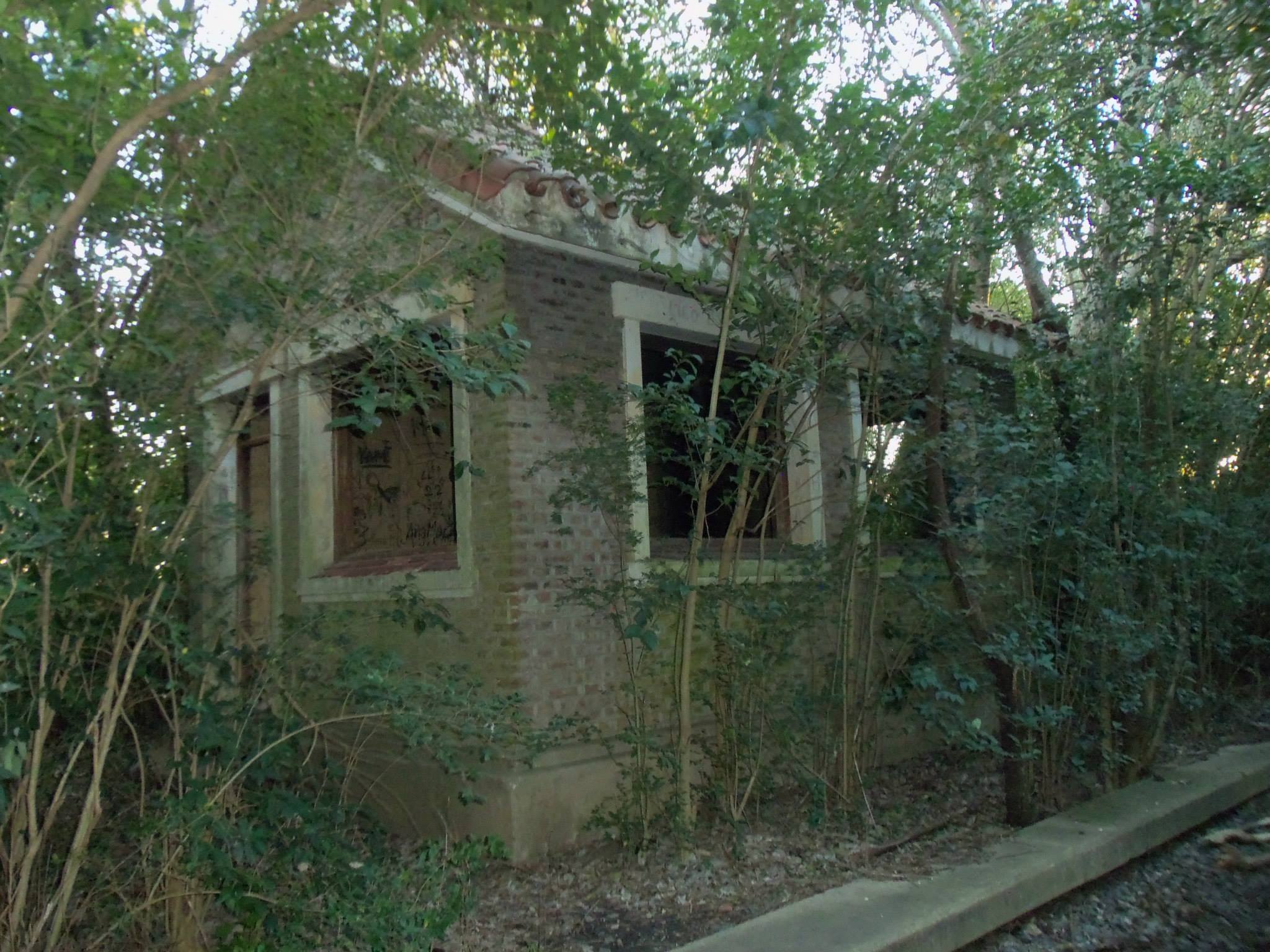

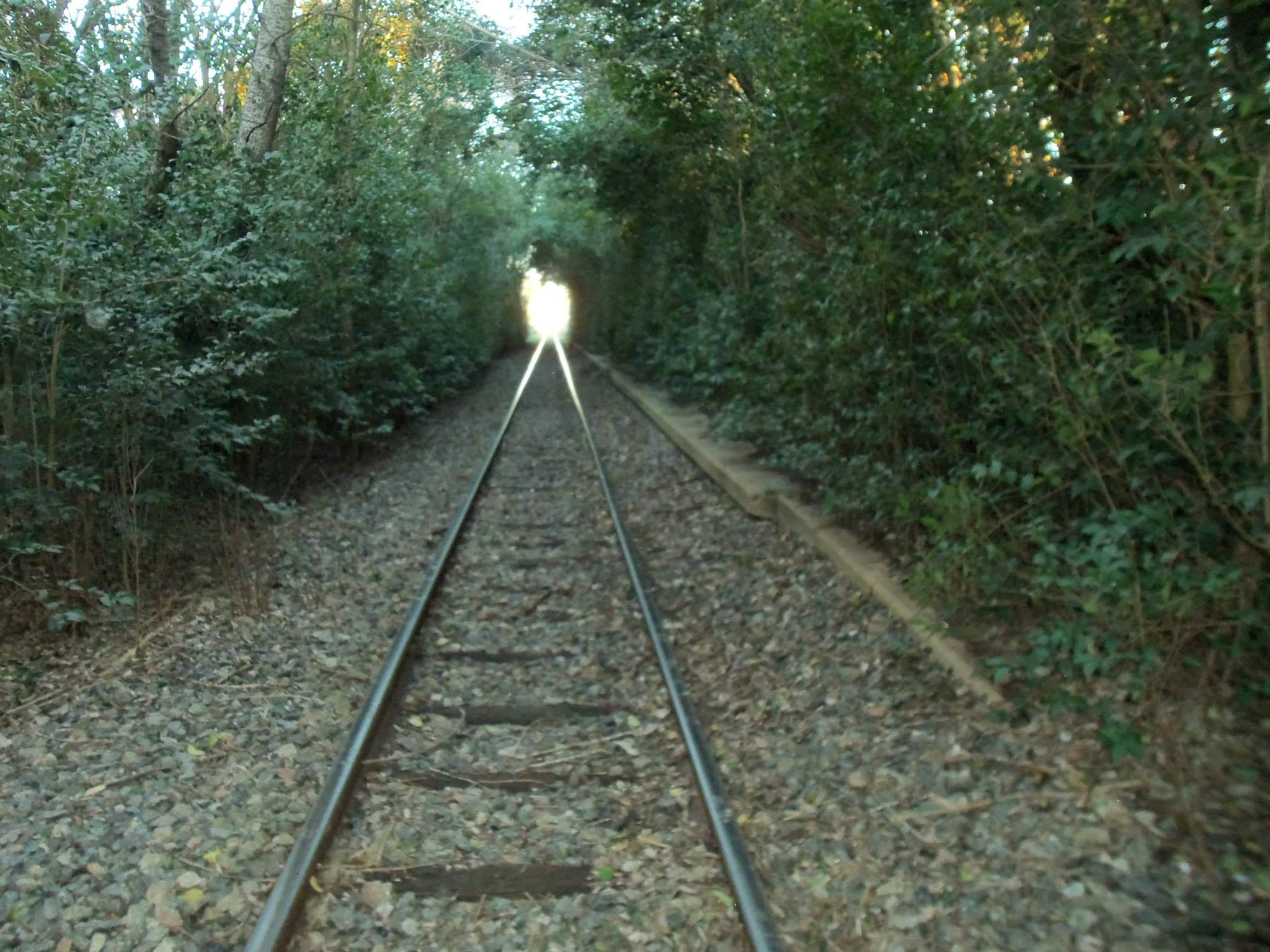

Gobernador Andonaegui fue una estación ferroviaria ubicada en la localidad homónima, en el Partido de Exaltación de la Cruz, Provincia de Buenos Aires, República Argentina.

## Historia
El ramal fue construido por el Ferrocarril Central Córdoba que unía Retiro con La Quiaca a través del tren denominado Cinta de Plata. Esta estación fue habilitada en 1912 y recuerda a un gobernador español del siglo XVIII que sofoco una rebelión de los indios guaraníes en Las Misiones.

## Servicios
Hasta 1977 prestaba servicios de pasajeros pero fue desmantelado ese año, actualmente es sólo de cargas. Sus vías corresponden al Ramal CC del Ferrocarril General Belgrano. Sus vías e instalaciones están concesionadas a la empresa Trenes Argentinos Cargas.
Actualmente la estación se encuentra derruida y en ruinas y sin carteles nomencladores. Era centro de atracción turístico ya que en sus inmediaciones se había formado un túnel natural con vegetación pero un maquinista del tren de carga sufrió un accidente con una rama sobresaliente y la empresa prestataria decidió cortar todos arbustos linderos a las vías  hace unos años ; actualmente se está formando nuevamente el túnel vegetal.